# Сан-Жуан-даш-Лампаш
Сан-Жуан-даш-Лампаш (порт. São João das Lampas; МФА: [ˈsɐ̃w ʒu.ˈɐ̃w dɐʒ ˈɫɐ̃.pɐʃ]) — парафія в Португалії, у муніципалітеті Сінтра. Розташована в західній частині країни, на теренах історичної португальської провінції Ештремадура. Входить до складу округу Лісабон. За адміністративним поділом, чинним до 1976 року, терени парафії були складовою провінції Ештремадура. Належить до Лісабонського патріархату Католицької церкви. Патрон — Іван Хреститель. Площа — 57,5000 км². Населення — 11392 ос. (2011). Сильно урбанізований регіон. Густота населення — 198,12 осіб/км²
. Код — 111110.

## Населення
| Кількість мешканців | Кількість мешканців | Кількість мешканців | Кількість мешканців | Кількість мешканців | Кількість мешканців | Кількість мешканців | Кількість мешканців | Кількість мешканців | Кількість мешканців | Кількість мешканців | Кількість мешканців | Кількість мешканців | Кількість мешканців | Кількість мешканців |
| ------------------- | ------------------- | ------------------- | ------------------- | ------------------- | ------------------- | ------------------- | ------------------- | ------------------- | ------------------- | ------------------- | ------------------- | ------------------- | ------------------- | ------------------- |
| 1864                | 1878                | 1890                | 1900                | 1911                | 1920                | 1930                | 1940                | 1950                | 1960                | 1970                | 1981                | 1991                | 2001                | 2011                |
| 2 660               | 2 765               | 2 939               | 3 290               | 3 583               | 3 617               | 4 002               | 4 294               | 4 637               | 4 946               | 5 450               | 6 838               | 7 690               | 9 665               | 11 392              |